# Джозеф Нельсон
Джозеф Нельсон (англ. Joseph Schieser Nelson; 12 квітня 1937 — 9 серпня 2011) — канадський зоолог, який спеціалізувався в основному у вивченні риб.

## Біографія
У 1960 році Джозеф Нельсон здобув ступінь бакалавра наук в університеті Британської Колумбії, в 1962 році — ступінь магістра наук в  університеті Альберти і в 1965 році в університеті Британської Колумбії після захисту своєї дисертації на тему «Hybridization and isolating mechanisms in Catostomus commersonii and Catostomus macrocheilus (Pisces: Catostomidae)» він здобув ступінь доктора філософії (PhD). Джозеф С. Нельсон викладав в університеті Альберти, ставши там 1 липня 2002 емеритом. У вільний час він займався карате, в якому отримав чорний пояс.
Основною областю його досліджень були систематика і класифікація риб, перегляд таксономії Trachinoidei і Psychrolutidae, таксономія колючкових Culaea і Pungitius, а також біогеографія риб Альберти.
Нельсон був відзначений у 2000 році Американським товариством рибальства, в 2002 році він був удостоєний нагороди імені Роберта Х. Гіббса за видатний внесок в розвиток іхтіології. У 2006 році нагороджений медаллю провінції Альберта. Був обраний президентом Американського товариства іхтіологів і герпетологів.
Джозеф С. Нельсон є автором фундаментальної праці «Риби світу» (Fishes of the World), що вийшла в четвертому виданні в 2006 році у видавництві John Wiley & Sons (ISBN 0-471-25031-7).

## Спадщина
Види, описані Джозефом С. Нельсоном:
- Bembrops morelandi Nelson, 1978
- Limnichthys polyactis Nelson, 1978
- Hemerocoetes artus Nelson, 1979
- Hemerocoetes morelandi Nelson, 1979
- Psychrolutes sio Nelson, 1980
- Pteropsaron heemstrai Nelson, 1982
- Osopsaron natalensis Nelson, 1982
- Ebinania macquariensis Nelson, 1982
- Ebinania malacocephala Nelson, 1985
- Creedia alleni Nelson, 1983
- Creedia partimsquamigera Nelson, 1983
- Crystallodytes pauciradiatus Nelson & Randall, 1985
- Cottunculus nudus Nelson, 1989
- Psychrolutes microporos Nelson, 1995
- Ambophthalmos eurystigmatephoros Jackson & Nelson, 1999
- Neophrynichthys heterospilos Jackson & Nelson, 2000
- Ebinania australiae Jackson & Nelson, 2006

Види, названі на честь Джозефа С. Нельсона:
- Barilius nelsoni Barman, 1988
- Bembrops nelsoni Thompson & Suttkus, 2002
- Granulacanthus joenelsoni Hanke, Wilson, & Lindoe, 2001
- Myopsaron nelsoni Shibukawa, 2010